# Moseley Shoals
Moseley Shoals es el segundo álbum de estudio de la banda de rock británica Ocean Colour Scene. Fue lanzado al mercado en 1996, en pleno apogeo del movimiento Britpop en el Reino Unido y supuso el trampolín que hizo internacionalmente conocida a OCS.
Moseley Shoals ha vendido desde su lanzamiento más de 1,3 millones de copias y en su día llegaron a alcanzar el número 2 de la lista de ventas en el Reino Unido.
En 1998 los lectores de la revista Q votaron a Moseley Shoals como el trigésimo tercer álbum más importante de toda la historia.

## Lista de canciones
1. "The Riverboat Song" (4:54)
2. "The Day We Caught the Train" (3:06)
3. "The Circle" (3:43)
4. "Lining Your Pockets" (3:36)
5. "Fleeting Mind" (5:09)
6. "40 Past Midnight" (4:01)
7. "One for the Road" (3:43)
8. "It's My Shadow" (4:23)
9. "Policemen and Pirates" (4:03)
10. "The Downstream" (5:32)
11. "You've Got It Bad" (4:26)
12. "Get Away" (7:55)

- Datos: Q6915619